# ダイトウボウ
ダイトウボウ株式会社（英: Daitobo Co., Ltd.）は、1896年創業で日本の羊毛紡織の草分け。現在は東京都中央区に本社を置き、ヘルスケア（健康素材寝具等）・ニット企画・アパレルOEM・ユニフォーム・不動産（静岡県駿東郡清水町(三島工場跡地)に商業施設『サントムーン柿田川』）等を手掛けるメーカーである。東京証券取引所スタンダード市場及び名古屋証券取引所プレミア市場に上場している。
明治時代に三井財閥系の毛織会社として発足した。最大手の日本毛織（ニッケ）より先の創業である。創業品目は「モスリン」（商品名は「本(ウール)モスリン」）である。「ダイトウボー毛糸」、「てまり毛糸」（かつては広告に鰐淵晴子を起用）、「スイトピー毛糸」、紳士服「ロッキンガム」（かつてはCMにジェームズ・コバーンを起用）、「シャインテックス」（いずれも現在は絶版）を製造発売していた。ウールマークライセンシーでもある。

## 沿革
- 1896年（明治29年）2月 ‐ 「東京モスリン紡織株式会社」として発足。
- 1936年（昭和11年） ‐ 「大東紡織株式会社」に社名変更。
- 1937年（昭和12年）頃 - 浜名郡可美村高塚1788（現:浜松市中央区高塚町)に工場を操業。
- 1960年（昭和35年） ‐ 紳士服の製造を開始。
- 1971年（昭和46年）頃 - 可美村高塚の工場を閉鎖。積水高塚可美団地となる。
- 1973年（昭和48年） ‐ 「ハーディ・エイミス」ブランドで婦人服の製造を開始。
- 1980年（昭和55年） ‐ 羊毛寝装品の製造・販売を開始。
- 1981年（昭和56年） ‐ ショッピングセンター「サンテラス駿東」を静岡県駿東郡清水町に開設。
- 1986年（昭和61年） ‐ 形状記憶繊維「バイオテックファイバー」を開発。
- 1996年（平成8年） ‐ 新素材「E WOOL」を開発。
- 1997年（平成9年） ‐ ショッピングセンター「サントムーン柿田川」を静岡県駿東郡清水町に開設。
- 2006年（平成18年） ‐ 本社を東京都中央区日本橋箱崎町から同区日本橋小舟町に移転。
- 2008年（平成20年） ‐ 「サントムーンアネックス」開設。
- 2016年（平成28年） ‐ 創業120周年を機に「ダイトウボウ株式会社」に社名変更。本社を東京都中央区日本橋小舟町から同区日本橋本町に移転[2]。
- 2018年（平成30年） ‐ ショッピングセンター「サントムーン柿田川」第4期増床工事に着手。
- 2020年（令和2年）3月10日 - ショッピングセンター「サントムーン　オアシス」開業。

## 取引銀行
- 三井住友銀行
- みずほ銀行
- 静岡銀行
- 三菱UFJ銀行
- きらぼし銀行

## 関連会社
- 大東紡エステート株式会社
- 新潟大東紡株式会社
- 上海大東紡織貿易有限公司

## 関連人物
- 杉村甚兵衛(創業初代社長、杉村（現（株）杉村）出身)
- 益田孝(創業当時の取締役、旧三井物産初代総轄（社長）)
- 中上川彦次郎(創業当時の取締役、三井銀行理事、三井鉱山理事、旧三井物産理事、福沢諭吉の甥)
- 団琢磨(創業当時の株主、三井合名会社（日本初のホールディング・カンパニー、三井銀行・旧三井物産・三井鉱山・三井信託・三井生命・三井倉庫など）理事長)
- 渋沢栄一(創業当時の株主、第一国立銀行（第一銀行、第一勧業銀行を経て、現：みずほ銀行）の頭取)